# Jeunesse sportive métouienne
 (juin 2022).
Si vous disposez d'ouvrages ou d'articles de référence ou si vous connaissez des sites web de qualité traitant du thème abordé ici, merci de compléter l'article en donnant les références utiles à sa vérifiabilité et en les liant à la section « Notes et références ».
La Jeunesse sportive métouienne (arabe : الشباب الرياضي المطوي), plus couramment abrégé en JS Métouienne, est un club tunisien de football fondé en 1946 et basé dans la ville de Métouia.
Les joueurs de la JSMet arborent les couleurs rouge et blanche.

## Histoire
Le club a vu le jour en 1946 à l'initiative d'habitants des quartiers Bab El Khadra et Tronja rattachés à la ville de Métouia (gouvernorat de Gabès). Le premier comité directeur était présidé par Laaroussi Ben Tahar qui était assisté par Kilani Cherif (secrétaire général) et Nafti Ben Nasser (trésorier).
Le club a bénéficié du soutien des habitants et a réussi rapidement à passer de la division 6 (saison 1946-1947) à la division 1 en 1956. De plus, l'épreuve de la coupe de Tunisie en 1955, où le club atteint les demi-finales, avait déjà révélé un certain nombre de joueurs : Béchir et Khémaïs Ghariani, Nasser Ben Zekri, Boubaker Ben Jerad, Mohieddine Zguir, Hattab Boudidah, Chedly Dhiab et surtout Brahim Ben Miled (alias Farzit). C'est sans surprise que ce dernier remporte lors de sa première apparition en division nationale le titre de meilleur buteur et que son équipe termine en quatrième position.
Pendant trois ans, la JSMet anime le championnat et réhabilite le football offensif mais les joueurs sont fatigués et l'hygiène de vie de Farzit précipite sa chute : il ne marque durant la saison 1959-1960 que trois buts et l'équipe est condamnée à la relégation. C'est le début d'une chute vertigineuse qui renvoie le club en division 4 en trois saisons. Les dirigeants se mettent alors d'accord avec ceux du Stade populaire, un autre club de quartier qui a suivi la même trajectoire, pour fusionner et créer un nouveau club : le Progrès sportif de Tunis. Toutefois, ce club ne décolle pas et finit par disparaître.
En 1975, des Métouiens nostalgiques décident de ressusciter la JSMet avec l'espoir de revivre l'épopée de la bande à Farzit. Mais jusqu'ici, l'équipe n'a pas dépassé le seuil de la troisième division.

## Bilan en division nationale
- Nombre de saisons : 4
- Rencontres disputées : 100
- Victoires : 26
- Nuls : 36
- Défaites :38
- Buts marqués : 158
- Buts encaissés : 192

## Meilleurs buteurs
- Brahim Ben Miled (alias Farzit) : 51
- Slaheddine (alias Nasser) Ben Zekri : 40
- Khémais Ghariani : 30
- Naceur Dahlalou : 10